# Пустинно малко коприварче
Пустинно малко коприварче (Sylvia minula) е вид птица от семейство Коприварчеви (Sylviidae).

## Разпространение
Видът е разпространен в Афганистан, Бахрейн, Индия, Иран, Йемен, Китай, Казахстан, Катар, Оман, Обединените арабски емирства, Пакистан, Саудитска Арабия и Туркменистан.